# 2009 aux Territoires du Nord-Ouest
Chronologie des Territoires du Nord-Ouest
- 2005
- 2006
- 2007
- 2008
- 2009
- 2010
- 2011
- 2012
- 2013

Cette page concerne des événements d'actualité qui se sont produits durant l'année 2009 dans le territoire canadien des Territoires du Nord-Ouest.

## Politique
- Premier ministre : Floyd Roland
- Commissaire :
- Législature :

## Événements
- 17 avril 2009 : un passager particulièrement perturbé a soudainement ouvert l'une des portes du moyen avion, un King Air (15 places), dans lequel il voyageait et a sauté dans le vide à 7 000 mètres d'altitude au-dessus du Grand Nord. L'avion avait décollé de Yellowknife, dans les Territoires du Nord-Ouest et se dirigeait vers Cambridge Bay, dans le territoire du Nunavut.